# Malinconiche Mattine
Malinconiche Mattine (憂鬱な朝?, Yuuutsu na Asa) è un manga Yaoi scritto e disegnato da Shoko Hidaka, serializzato dal 2007 al 2018 sulla rivista Chara Selection e successivamente raccolto in otto volumi dall'editore Tokuma Shoten. In Italia è stato tradotto e distribuito dalla Flashbook.

## Trama
Dopo la morte di suo padre Akihito Kuze è divenuto il capo della sua nobile casata di visconti alla giovane età di 10 anni. Da allora il suo maggiordomo, Tomoyuki Katsuragi, estremamente intelligente e bello, gli fa da tutore occupandosi in maniera encomiabile di tutti gli affari relativi alla famiglia Kuze. Katsuragi si dimostra talentuoso e popolare all'interno della sua cerchia sociale ma, col passare degli anni, diventa sempre più freddo e distaccato nei confronti di Akihito, allontanandosi da lui giorno dopo giorno, pur rimanendogli sempre fedele.
Akihito, dopo essere divenuto un uomo adulto, è attratto da Tomoyuki e cercherà di scoprire i motivi che si celano dietro il comportamento nei suoi confronti. Con il tempo tra i due incomincerà una storia d'amore.

## Personaggi
Akihito Kuze (久世暁人?)
Doppiato da: Hatano Wataru (Drama CD)
Dopo la morte del padre Akihito, all'età di 10 anni, diventa il capo della famiglia Kuze. Essendo cresciuto a Kamakura gli mancano le buone maniere e le conoscenze necessarie per vivere nell'alta società. Quando assume le responsabilità della propria casata viene cresciuto dal maggiordomo Katsuragi Tomoyuki il quale si dimostra determinato a voler innalzare il titolo nobiliare di Akihito. Crescendo, quest'ultimo, si renderà conto di essersi innamorato di Katsuragi anche se, tuttavia, pensa che costui lo odi.
Tomoyuki Katsuragi (?)
Doppiato da: Hirakawa Daisuke (Drama CD)
Maggiordomo della famiglia Kuze. Katsuragi possiede una grande bellezza e una sviluppata intelligenza. Per buona parte della storia il suo passato è avvolto nel mistero fin quando non si scoprirà che è il figlio illegittimo nato da una relazione tra una geisha molto famosa e il nonno di Akihito. Una volta nato fu dato in adozione alla famiglia Katsuragi mentre sua madre morì poco dopo.
Kiku
Anziana domestica della magione che, inizialmente, è l'unica persona oltre a Katsuragi a conoscere il suo passato.
Amamiya
Avvocato che fu sostenuto economicamente durante i propri studi dai Kuze, nella storia scoprirà dei documenti sulle origini di Katsuragi.
Ishizaki
Amico di Akihito.

## Manga
| Nº | Data di prima pubblicazione | Data di prima pubblicazione | Data di prima pubblicazione | Data di prima pubblicazione |
| Nº | Giapponese                  | Giapponese                  | Italiano                    | Italiano                    |
| -- | --------------------------- | --------------------------- | --------------------------- | --------------------------- |
| 1  | 25 marzo 2009               | ISBN 978-4199604027         | 5 novembre 2016             | ISBN 978-8861695979         |
| 2  | 25 giugno 2010              | ISBN 978-4199604430         | 30 dicembre 2016            | ISBN 978-8861696013         |
| 3  | 25 maggio 2011              | ISBN 978-4199604782         | 16 febbraio 2017            | ISBN 978-8861696082         |
| 4  | 25 luglio 2012              | ISBN 978-4199605192         | 21 aprile 2017              | ISBN 978-8861697027         |
| 5  | 25 gennaio 2014             | ISBN 978-4199605772         | 19 giugno 2017              | ISBN 978-8861697058         |
| 6  | 3 ottobre 2015              | ISBN 978-4199606472         | 30 settembre 2017           | ISBN 978-8861697096         |
| 7  | 25 novembre 2016            | ISBN 978-4199606977         | 3 novembre 2017             | ISBN 978-8861696150         |
| 8  | 25 ottobre 2018             | ISBN 978-4199607714         | 19 aprile 2019              | ISBN 978-8861696716         |

## Drama CD
La serie dispone di un adattamento audio, in lingua giapponese, delle opere cartacee.